# Sklaverei

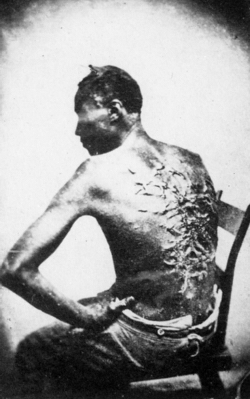
Gordon, ein ehemals versklavter Mann mit Spuren grausamer Misshandlung in Louisiana, USA, 1863

Sklaverei ist ein soziales System der Unfreiheit und Ungleichheit, in dem Menschen als Eigentum anderer behandelt werden. Bei der Sklaverei im engen Sinne der Geschichtsschreibung war das Recht, Sklaven zu erwerben, zu verkaufen, zu mieten, zu vermieten, zu verschenken und zu vererben, gesetzlich verankert. Die Sklavengesetze regelten die privat- und strafrechtlichen Gesichtspunkte der Sklavenhaltung und des Sklavenhandels; darüber hinaus bestimmten sie auch, welche Rechte den Sklaven zugestanden wurden.
In vielen sklavenhaltenden Staatswesen und Gesellschaften behielten Sklaven eine gewisse Rechtsfähigkeit und konnten zum Beispiel die Gerichte anrufen oder Eigentum mit Einschränkungen erwirtschaften, das es ihnen in manchen Gesellschaften und Ländern erlaubte, durch Selbstkauf die Freiheit zu erlangen. In manchen Staatswesen war Sklaverei erblich, das heißt die Nachkommen von Sklaven waren ebenfalls unfrei.
Im weiteren Sinne zählen zur Sklaverei auch Freiheitsberaubung und Nötigung von Menschen ohne gesetzliche Grundlage, beziehungsweise als Verstoß gegen die geltenden Gesetze und die Menschenwürde sowie Ausbeutung illegal Aufhältiger. Die Grenzen zwischen Sklaverei und „sklavereiähnlichen“ Erscheinungen wie etwa Zwangsarbeit (in Industrie, Bergbau, Plantagen etc.) oder Zwangsprostitution sind fließend.

## Begriff

### Etymologie
Das Wort „Sklave“ (spätmittelhochdeutsch sklave und slave; Appellativ, das sprachlich eins ist mit dem Volksnamen der Slawen, mittelgriechisch Sklabēnoi aus slawisch Slověninŭ mit einem von den Griechen eingeschobenen k, woraus ein Adjektiv sklabēnós entstand, welches im 6. Jahrhundert zum Substantiv sklábos wurde, ab 8. Jahrhundert mit der Bedeutung „Unfreier slawischer Herkunft“, woraus dann mittellateinisch sclavus wurde) wird häufig einer veralteten etymologischen Erklärung folgend vom griechischen Verb skyleúo, Nebenform skyláo ‚Kriegsbeute machen‘ hergeleitet.
Die heute gängige Herleitung geht von der Entlehnung aus dem lateinischen sclavus für die ethnische Gruppe der seit dem Mittelalter so genannten Slawen aus. Rumänisch şchiau, Plural şchei, und albanisch shqa – beides veraltete Bezeichnungen für die (süd-)slawischen Nachbarn, insbesondere Bulgaren und Serben – stammen aus derselben Quelle, denn beide Wörter konnten auch ‚Diener‘, ‚Sklave‘ bedeuten. Einige Autoren neigen dazu, es in den Kämpfen der Ottonen gegen die Slawen im 10. Jahrhundert entstanden zu sehen, zumal bereits bei Widukind von Corvey und in den Quedlinburger Annalen für Slawe anstatt slavus‚ sclavus‘ geschrieben wird. So wurde am 11. Oktober 973 einem Sklavenhändler eine in den Monumenta Germaniae Historica enthaltene Urkunde ausgestellt, in der anstatt des lateinischen servus zum ersten Mal sclavus für ‚Sklave‘ erscheint.
Der in mittelalterlichen arabischen Quellen verwendete Begriff Saqāliba صقالبة / ṣaqāliba / ‚Slaven‘ bezieht sich ebenfalls auf Slawen und andere hellhäutige bzw. rötliche Völker Nord- und Mitteleuropas. Die Bezeichnung al-Ṣaḳāliba (Sing. Ṣaḳlabī, Ṣiḳlabī) ist dem mittelgriechischen Σκλάβος entlehnt (der unmittelbaren Quelle von lateinisch sclavus). Hierbei handelt es sich um eine Variante von Σκλαβῆνος (Singular) bzw. Σκλαβῆνοι (Plural), das aus der slawischen Selbstbezeichnung Slovĕne (Plural) übernommen ist. Wegen der großen Zahl slawischer Sklaven hat das Wort in mehreren europäischen Sprachen die Bedeutung ‚Sklave‘ angenommen (engl. slave, it. schiavo, franz. esclave), so auch im Spanien der Umayyaden, wo Ṣaḳāliba alle fremden Sklaven bezeichnete.
Dass sich in bestimmten europäischen Gegenden auch andere Wörter für „Sklave“ einbürgern konnten, zeigte sich ab dem 10. Jahrhundert während des Verlaufs der Reconquista bis 1492 vor allem im christlichen westlichen Mittelmeerraum, wo die im Kampf erbeuteten und „Sarazene“ / „Sarazenin“ oder „Maure“ / „Maurin“ genannten Gefangenen zur Handelsware wurden und Sklavenarbeit zu verrichten hatten.

### Merkmale

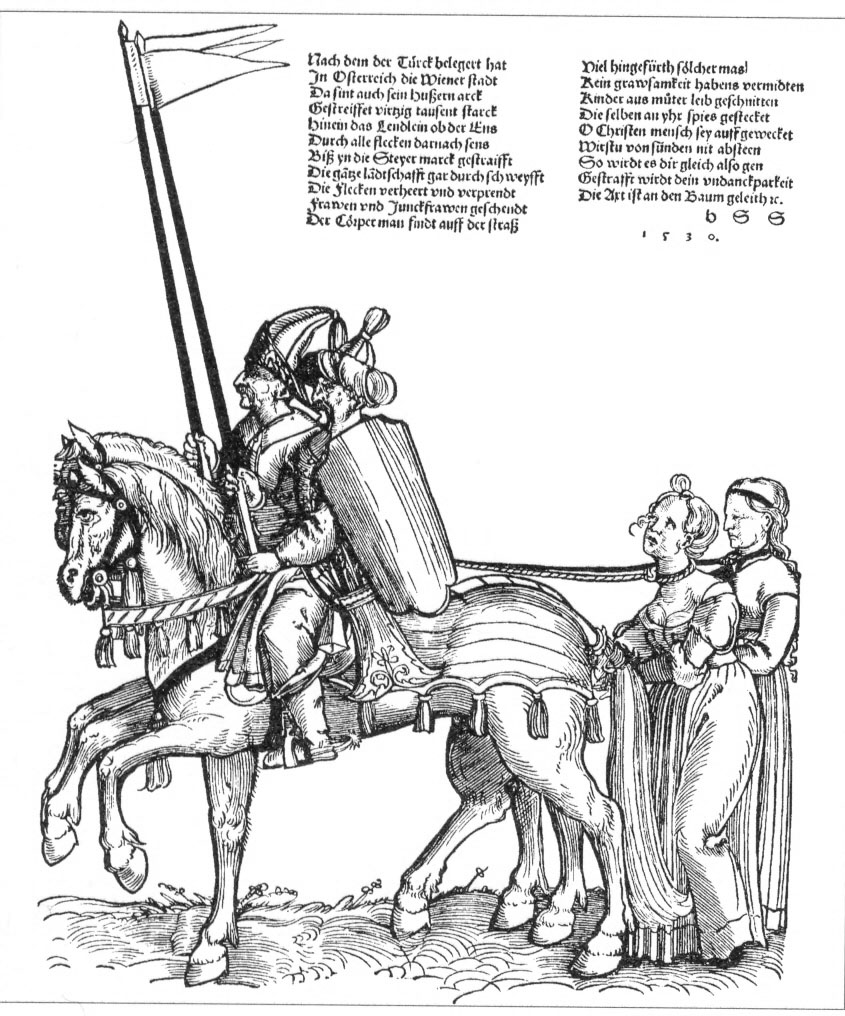
Bewohnerinnen Innerösterreichs werden von Osmanen in die Sklaverei entführt, 1530

Sklaven stammen in der Regel aus anderen Ländern, werden ihrer Ethnie und ihrer Familie entrissen und in andere ihnen fremde ethnische, sprachliche und soziale Umfelder gebracht. Sie können außerhalb des Rechtes stehen, sind zur Ware verdinglicht beziehungsweise entmenschlicht und werden Verkaufs- und Wiederverkaufsgegenstände. Die Freiheitsberaubung geht oft mit physischer und/oder institutioneller Gewalt einher. Sie kennzeichnet den Sklavenhandel und bedeutet den Verlust von mit Geburt und Genealogie verbundenen Ansprüchen und Identifikationsmöglichkeiten (natal alienation) sowie der Menschenwürde.
Sklaverei dient dort, wo sie eine Sozialstruktur bestimmt, meist der wirtschaftlichen Ausbeutung und der Aufrechterhaltung einer Klassengesellschaft.

### Sklavenhaltergesellschaft

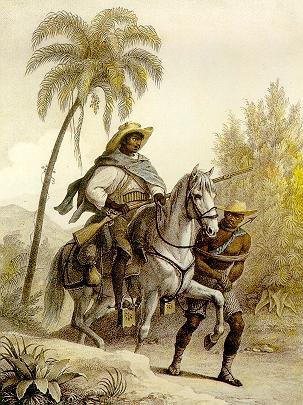
Sklavenjäger in Brasilien (Moritz Rugendas, 1823)

In der Gesellschaftstheorie des Marxismus und Leninismus wird unter Sklavenhaltergesellschaft eine ökonomische Gesellschaftsform verstanden, die auf dem Eigentum des Sklavenhalters an den Produktionsmitteln (Nutzflächen, Maschinen usw.) und an den unmittelbaren Produzenten (Sklaven) beruht. Karl Marx, der die Sklaverei für die roheste und primitivste Form der Ausbeutung und den Gegensatz zwischen Sklaven und Sklavenhalter für einen archaischen Klassengegensatz hielt, bezog den Begriff Sklavenhaltergesellschaft ausschließlich auf die antiken Gesellschaften. Marx beschrieb jedoch auch, wie als Überbauphänomen der Sklaverei politische, juristische und philosophische Anschauungen entstanden, die den Sklavenhaltern als Machtinstrument dienten.
Nach dem amerikanischen Historiker Ira Berlin müssen zwei Gesellschaftsformen mit Sklaverei unterschieden werden. Die Gesellschaft der amerikanischen Südstaaten vor dem Sezessionskrieg sei eine typische „Sklavengesellschaft“ (englisch slave society) gewesen. In Sklavengesellschaften beruhen die zentralen Produktionsprozesse – im Fall der Südstaaten der Anbau von Zuckerrohr, Tabak, Reis und Baumwolle in Plantagen – auf der Arbeit von Sklaven. Dagegen spielen in „Gesellschaften mit Sklaven“ (engl. societies with slaves), wie sie zum Beispiel in der griechischen und römischen Antike bestanden, die Sklaven nur eine marginale Rolle in der Ökonomie. Infolgedessen bilden die Sklavenhalter in Sklavengesellschaften die herrschende Klasse, während sie in Gesellschaften mit Sklaven nur einen Teil der begüterten Elite ausmachen.

### Abgrenzung von ähnlichen Begriffen

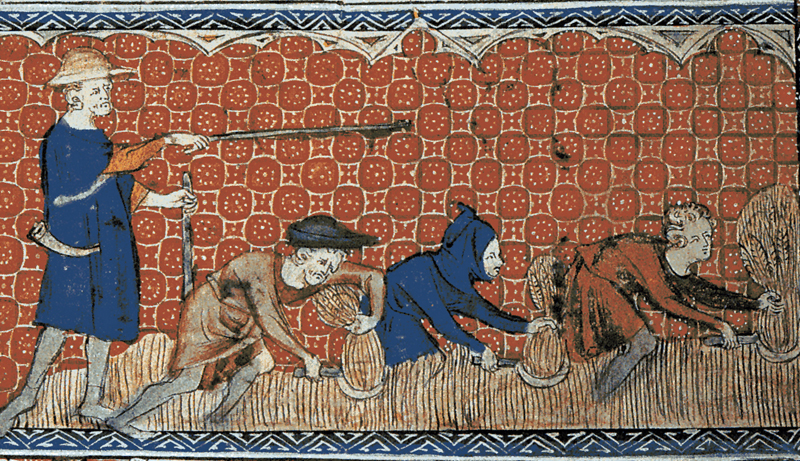
Leibeigene, ca. 1310

Die Grenzen zwischen Sklaverei und anderen Formen der Unterwerfung und Ausbeutung können oft nicht eindeutig bestimmt werden. Begriffe wie sklavereiähnliche Abhängigkeit oder sklavereiähnliche Arbeitsbedingungen können solche „ähnlichen“ Erscheinungen und Verhältnisse entweder abgrenzen oder ausdrücklich einbeziehen. Folgende Formen von Unfreiheit und unfreier Arbeit werden, je nach Kontext, von der Sklaverei unterschieden:
- Leibeigenschaft bezeichnet die Abhängigkeit eines Leibeigenen von einem Leibherrn. Die Art der Abhängigkeit war in Deutschland regional stark unterschiedlich ausgeprägt. Insbesondere ist zwischen den ostelbischen Gebieten und den Gebieten westlich davon zu unterscheiden. In die Nähe zur Sklaverei gelangte die Leibeigenschaft allein im Rahmen der neuzeitlichen Gutsherrschaft in den ostelbischen Gebieten.[12] Ob die „harte“ Leibeigenschaft, wie sie im Ostseeraum und in Russland verbreitet war, eine Form der Sklaverei war, ist umstritten. Der Historiker Michael Zeuske sieht keinen Unterschied.[13]
- Bei der Schuldknechtschaft verpfändet ein Schuldner seine Arbeitskraft zur Tilgung von Schulden, oft gezwungenermaßen und auf unabsehbare Dauer.
- Die Mita und die Encomienda waren Formen unfreier Arbeit der indigenen Bevölkerung im spanischen Kolonialreich. Sie unterschieden sich oft nur dem Namen nach von der Sklaverei, die nach einem Edikt der Königin Isabella aus dem Jahr 1503 nicht auf die indigene Bevölkerung angewandt werden durfte.[14]
- Forced apprenticeship (wörtl: erzwungene Ausbildung, auch: indentured apprenticeship, verpflichtende Ausbildung) ist die gerichtlich angeordnete Unterbringung von Kindern ehemaliger Sklaven im Haushalt eines Lehrherrn. Diese Übergangsform von Sklaverei und Freiheit war unter anderem in den amerikanischen Südstaaten nach 1865 weit verbreitet. Im Mittelalter wurden nicht selten Kinder „zur Ausbildung“ von ihren Eltern in fremde Familien gegeben, um dort unter sklavereiähnlichen Bedingungen und oft auf unbestimmte Zeit zu leben, zum Beispiel die oft vom Balkan stammenden fante in Venedig.[15]
- Bei der Verdingung, die im 19. Jahrhundert und in der ersten Hälfte des 20. Jahrhunderts in der Schweiz und in Österreich verbreitet war, wurden Kinder (oft Waisen- oder Scheidungskinder) von Bauern als Arbeitskräfte unter Vertrag genommen und dabei häufig zu schwerer Arbeit gezwungen und vieler Rechte beraubt.[16]
- Zu Zwangsarbeit wird ein Mensch gegen seinen Willen und unter Androhung einer Strafe gezwungen.

Im Englischen sind zur deutlicheren Unterscheidung der Sklaverei von ähnlichen Formen der Unfreiheit die Ausdrücke chattel bondage („Besitz-Knechtschaft“) und chattel slavery („Besitz-Sklaverei“) verbreitet, die ausschließlich solche Formen der Unfreiheit bezeichnen, bei denen eine Person auch im juristischen Sinne – also mit expliziter Bestätigung durch den Gesetzgeber – als das Eigentum einer anderen Person betrachtet wird.
Die Legaldefinitionen des 1956 von den Vereinten Nationen abgeschlossenen Zusatzübereinkommens über die Abschaffung der Sklaverei, des Sklavenhandels und sklavereiähnlicher Einrichtungen und Praktiken machen den Begriff Sklaverei am Eigentumsrecht fest: Sklaverei ist demnach „die Rechtsstellung oder Lage einer Person, an der einzelne oder alle der mit dem Eigentumsrecht verbundenen Befugnisse ausgeübt werden“. In Artikel 1 werden „sklavereiähnliche Einrichtungen und Praktiken“ aufgelistet, nämlich Schuldknechtschaft, Leibeigenschaft, Verdingung, Zwangsverheiratung gegen eine Geld- oder Naturalleistung und Abtretung oder Vererbung einer Ehefrau an eine andere Person.

### Enslaved Person
In der englischsprachigen Geschichtswissenschaft wird diskutiert, ob für die Opfer der Sklaverei der Begriff enslaved person („versklavte Person“) anstelle von slave („Sklave“) verwendet werden sollte. Für eine Begriffsänderung wird ins Feld geführt, dass das Wort slave das Verbrechen der Sklaverei auf sprachlichem Wege fortsetze, indem es die Opfer zu einem nichtmenschlichen Sachwort (Ware, Handelsgut etc.) reduziere statt sie als Menschen in Erinnerung zu behalten. Andere Historiker halten dagegen, dass slave der kürzere und vertrautere Begriff sei oder dass gerade dieses Wort die Unmenschlichkeit der Sklaverei treffend wiedergebe: „Person“ täusche eine persönliche Autonomie vor, die es in der Sklaverei nicht gab.

## Geschichte der Sklaverei

### Altertum

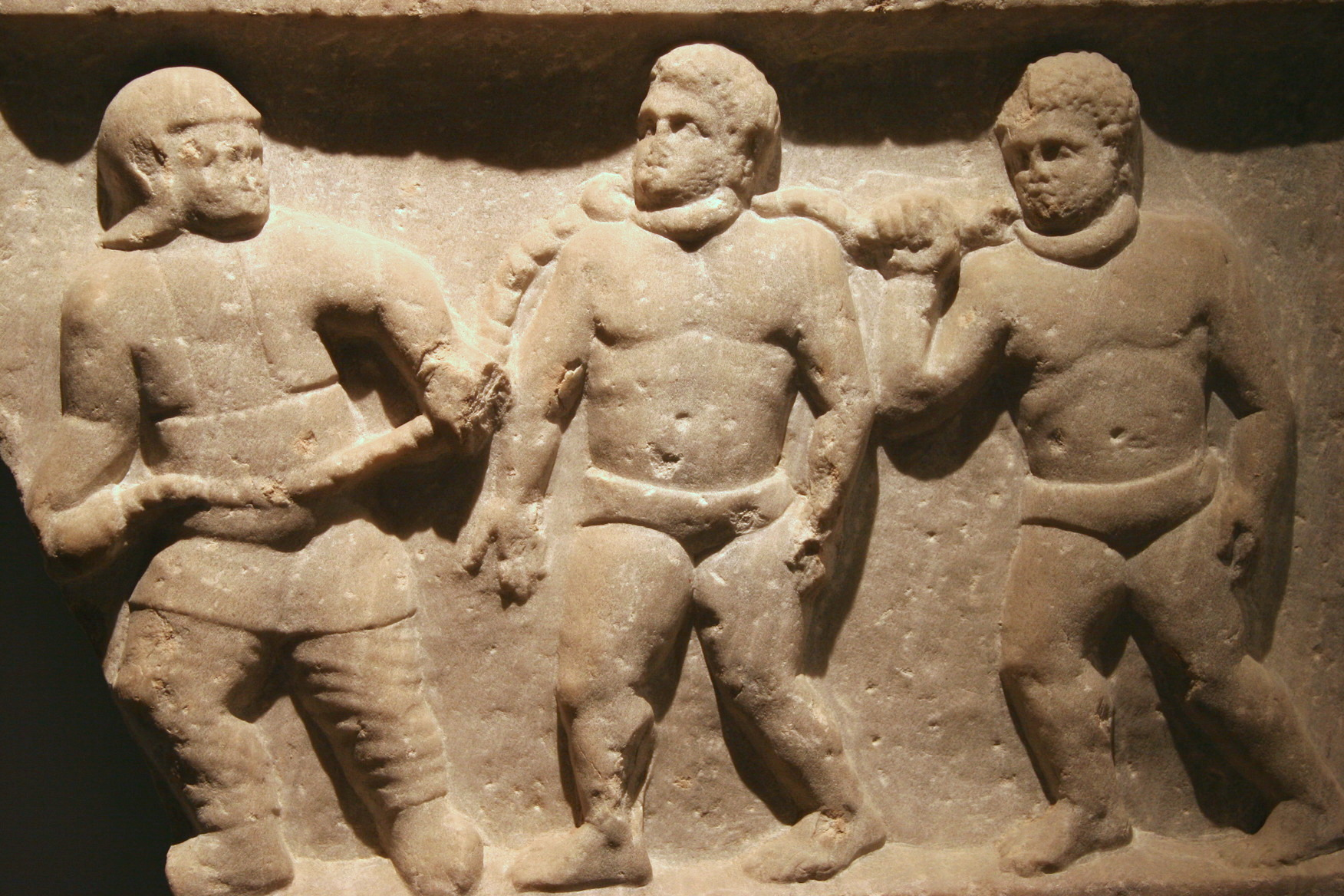
Ein römischer Soldat und zwei gefangene Sklaven. Relief aus Smyrna (heute Izmir, Türkei), um 200 n. Chr.

Die durch Gesetzestexte dokumentierte Geschichte der Sklaverei beginnt in den ersten Hochkulturen des Altertums. Üblich war dort die Versklavung von Kriegsgefangenen; deren Nachfahren blieben aber ebenfalls unfrei. Weite Verbreitung fand die Sklaverei in Mesopotamien, Ägypten und Palästina.
In den griechischen Stadtstaaten, wo Sklaven in großer Zahl in der Haus- und Landarbeit eingesetzt wurden, entstand mit dem Aufstieg des Handels die Schuldknechtschaft, bei der nicht zahlungsfähige Schuldner in sklavereiähnliche Abhängigkeit fielen. Die Schuldknechtschaft war auch in Rom verbreitet, mit der Ausdehnung der römischen Eroberungskriege wurden dort jedoch immer mehr Kriegsgefangene versklavt. Sowohl in Griechenland als auch in Rom konnten freigelassene Sklaven das Bürgerrecht erlangen.

### Mittelalter
In der Lex Baiuvariorum, deren Entstehung auf die erste Hälfte des 8. Jahrhunderts datiert wird und die Rechtswirkungen bis zum Ende des 12. Jahrhunderts hatte, wird zwischen Freien (lat. liberus), Freigelassenen (bayuv. frilaz, frilazza) und Sklaven (lat. servus) unterschieden; diese waren bei Rechtsverstößen mit unterschiedlichen Geld- und Körperbußen bedroht. Wenn beispielsweise ein Sklave Objekt eines Rechtsverstoßes war, so betrugen die verhängten Geldbußen die Hälfte dessen, was bei einem Verstoß gegen einen Freien zu bezahlen war. Im 9. bis zum 11. Jahrhundert war Regensburg führender Fernhandelsplatz und ein Zentrum des Sklavenhandels. In der Raffelstettener Zollordnung, die zwischen 903 und 906 in der Nähe von Enns an der Donau entstand, waren unter den Handelsgegenständen auf dem Weg aus dem Osten nach Baiern Salz, Wachs, Pferde und auch Slawen. Diese Menschen stammten aus
den Gebieten des slawisch besiedelten Ostens, vor allem aus Pommern, aus den Stammeskämpfen, Unterwerfungskriegen und Plünderungszügen. In den zeitgenössischen Quellen werden deshalb die Slawen immer mit dem lateinischen Wort „sclavi“ bezeichnet. Der Zoll an der Grenze war so gestaffelt, dass für eine Sklavin so viel zu zahlen war wie für einen Hengst, für einen männlichen Sklaven so viel wie für eine Stute; d. h., dass eine Sklavin den vierfachen Wert eines Sklaven besaß. Abnehmer dieser „Ware“ waren über Venedig die arabischen Länder des Orients und über Verdun die maurischen Höfe in Spanien. Die Zeit des Sklavenhandels ging um 1100 zu Ende, als der überwiegende Teil des slawischen Ostens christianisiert war und damit das kirchliche Verbot des Handels mit christlichen Unfreien wirksam wurde.
Mit der Christianisierung Europas ging die Sklaverei im Hochmittelalter zurück, weil es Christen verboten war, andere Christen als Sklaven zu verkaufen oder zu erwerben. Papst Eugen IV. verurteilte mit den Bullen Creator Omnium (1434) und Sicut dudum (1435) die Sklavenjagden auf den zu Portugal gehörenden Kanaren. Südlich der Alpen – etwa in den italienischen Seerepubliken, im Schwarzmeerraum, auf dem Balkan und in Ägypten – wurden Sklaven weiterhin in großem Umfang gehandelt. Auch Päpste und Klöster besaßen Sklaven. Mittelalterliche Theologen wie Thomas von Aquin begründeten die Rechtmäßigkeit und Notwendigkeit der Sklaverei unter Berufung auf Aristoteles aus dem Naturrecht.
Das erste Rechtsbuch, in dem Sklaverei und Leibeigenschaft verworfen werden, ist der um 1230 entstandene Sachsenspiegel des Eike von Repgow: „Unfreiheit sei demnach ein Unrecht, welches durch Gewohnheit für Recht gehalten werde. Da der Mensch Gottes Ebenbild sei, gehöre er nur ihm und sonst niemanden.“
Sklaverei in islamisch geprägten Gesellschaften war zwar durch viel mehr Versklavte gekennzeichnet als im christlichen Europa und in der atlantischen Sklaverei, aber zugleich durchlässiger, da ein sozialer Aufstieg aus der Versklavung möglich war. Dabei diente die Versklavung von kriegsgefangenen „Ungläubigen“ ihrer Zivilisierung im Sinne einer Konversion zum Islam. Anders als in der atlantischen Sklaverei war der massierte Einsatz von Sklaven in Arbeitskollektiven wenig üblich. In der Landwirtschaft (Dattelpalmen, Gartenwirtschaft in den Oasen) und der nomadischen Viehzucht lebten die Sklaven in die Haus- oder Familiengemeinschaften der Sklavenhalter integriert. Eine Ausnahme waren die Zandsch, aus Ostafrika verschleppte Schwarze, die in der Zeit des Abbasidenreiches in den Salzsümpfen des heutigen Irak in großen Gruppen in Salinen, bei der Urbarmachung und auf Plantagen für die Zuckerherstellung arbeiteten. Im Jahr 869 begannen sie einen Aufstand, der das Kalifat der Abbasiden an den Rand der Niederlage führte, aber niedergeworfen wurde.
Eine bedeutsame Rolle in der Herrschaftspraxis einiger islamischer Staaten spielte der Einsatz von Militärsklaven, den Mamluken. Diese standen in ihrer Loyalität außerhalb familiärer und tribaler Beziehungen, konnten aber auch selbst nach der Macht greifen, wie das Beispiel der Ghaznawiden zeigte.
Auch Turkvölker wie die Chasaren und germanische Völker wie die Waräger und die Wikinger trieben im europäischen und orientalischen Raum Handel mit Kriegsgefangenen und Sklaven. In Sachsen und im Ostfrankenreich entstand nach kriegerischen Auseinandersetzungen mit den Slawen ein gut organisierter und sehr umfangreicher Handel mit slawischen Sklaven. Haupthandelszentrum war neben Prag auch Regensburg. Dort gab es gute Handelsbeziehungen mit Venedig und Verdun, von wo aus die Handelswege weiter nach Arabien und Spanien verliefen, wo nach der Ausbreitung des Islams eine große Nachfrage nach Sklaven bestand. Aber auch im Frankenreich herrschte bei Großgrundbesitzern Bedarf an unfreien Arbeitskräften. Auch die westslawischen Fürsten konsolidierten mit dem Menschenhandel ihre Herrschaft. Um das Jahr 960 befand sich nach Angaben des jüdisch-arabischen Reisenden Ibrahim ibn Yaqub einer der bekanntesten Sklavenmärkte unterhalb der Hauptburg der přemyslidischen böhmischen Fürsten in Prag.
Mit dem wachsenden Einfluss des Osmanischen Reiches ab dem 15. Jahrhundert an der ukrainischen Schwarzmeerküste und der Krim wurden der Sklavenhandel zum dominierenden Zweig des dortigen Handels und Ukrainer und ethnische Russen wurden, wie Serhii Plokhy schreibt, „das Hauptziel und die Opfer der auf Sklaven angewiesenen Wirtschaft des Osmanischen Reiches“. Die Knaben, die als Opfer der Knabenlese (Dewschirme) aus ihren Familien vor allem auf dem Balkan verschleppt und islamisiert wurden, wurden als Militärsklaven verwendet.

### Neuzeit

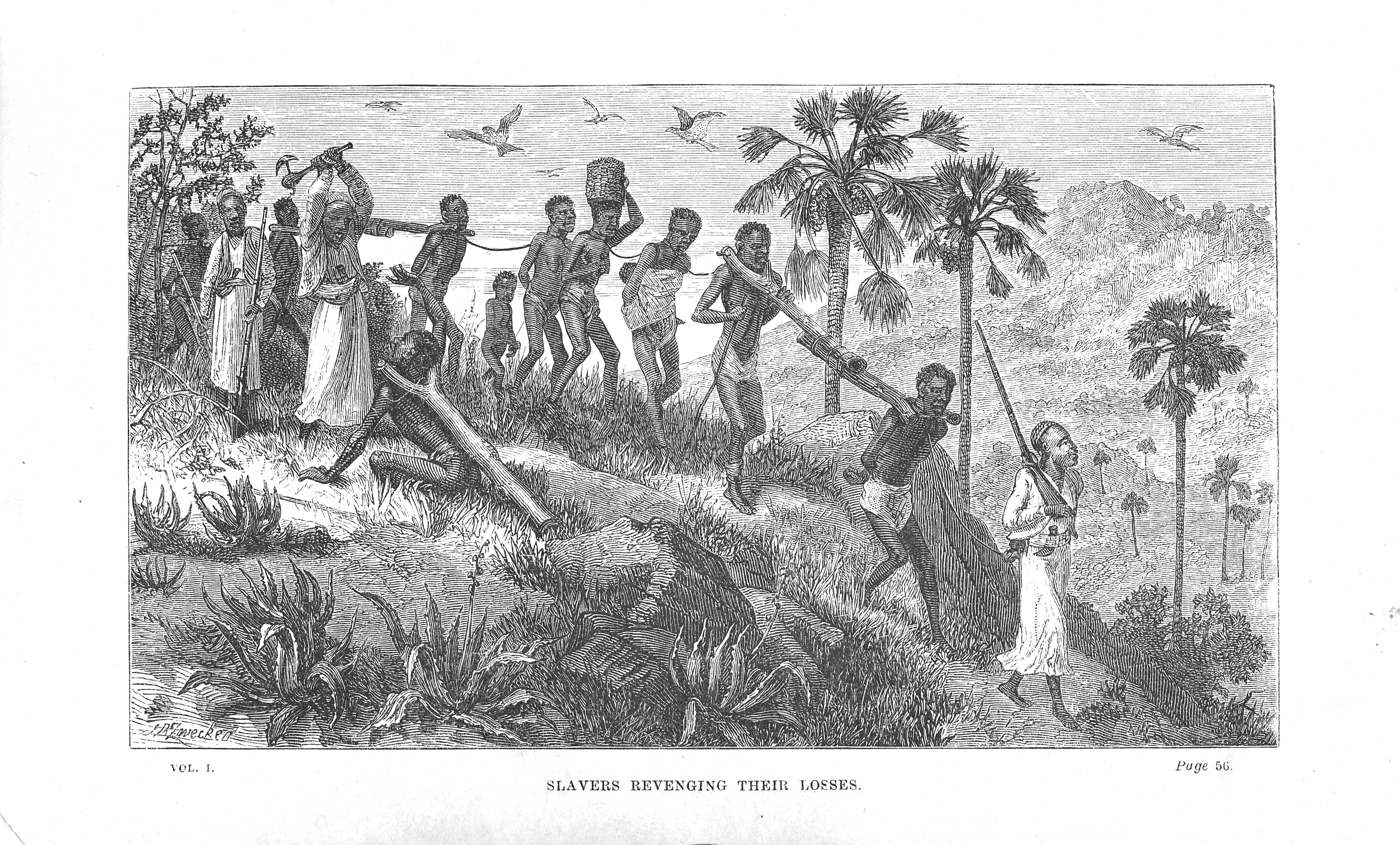
Ostafrikanischer Sklavenhandel

Wenige Jahrzehnte nach der Entdeckung Amerikas erließ Papst Paul III. im Jahr 1537 die Bulle Sublimis Deus, die die Versklavung der indianischen Ureinwohner von Amerika sowie aller anderen Menschen verbot. Die Bulle Sublimis Deus wurde immer wieder missachtet. In der Neuzeit nahm die Sklaverei mit der Ausdehnung des europäischen Seehandels und der Errichtung überseeischer Kolonien zu, wobei bereits auf Infrastruktur und Routen des jahrhundertelangen islamischen Sklavenhandels in Afrika zurückgegriffen wurde.
In den Überseekolonien beruhte die Plantagen-Wirtschaft oft auf afrikanischen Sklaven. Die weltweit führend mit Sklaven handelnde westliche Nation war bis ins 19. Jahrhundert Portugal. Allein nach Brasilien wurden von portugiesischen Kaufleuten in der Neuzeit mehr als 3 Millionen afrikanischer Sklaven verkauft. Es gab freilich kaum eine europäische Seehandelsmacht, die am internationalen Sklavenhandel nicht beteiligt war. Dies schließt nicht nur spanische, britische, französische und holländische, sondern auch schwedische, dänische und brandenburgische Kaufleute ein.
Erheblichen Umfang hatte vom 16. bis ins 19. Jahrhundert die Gefangennahme und Versklavung europäischer Seeleute und teilweise auch Küstenbewohner durch islamisch-nordafrikanische Piraten (Barbaresken-Korsaren). Es wird geschätzt, dass zwischen mehreren Hunderttausend bis über eine Million Europäer so in die Sklaverei gerieten. Zum Freikauf wurden unter anderem in Hamburg und Lübeck Sklavenkassen gegründet. Manche Forscher vertreten die Meinung, dass der arabisch-muslimische Sklavenhandel in Afrika noch folgenschwerer als der transatlantische Sklavenhandel war. Der Versklavung durch Barbaresken-Korsaren stand der Verkauf tausender islamischer Gefangener auf europäischen Sklavenmärkten wie Malta oder Marseille gegenüber.
Nach dem Völkermord an den Armeniern und den assyrischen Christen 1915–1917 wurden viele der Überlebenden von kurdischen Familien versklavt, vor allem Kinder und Frauen.

### Gegenbewegung im 19. Jahrhundert

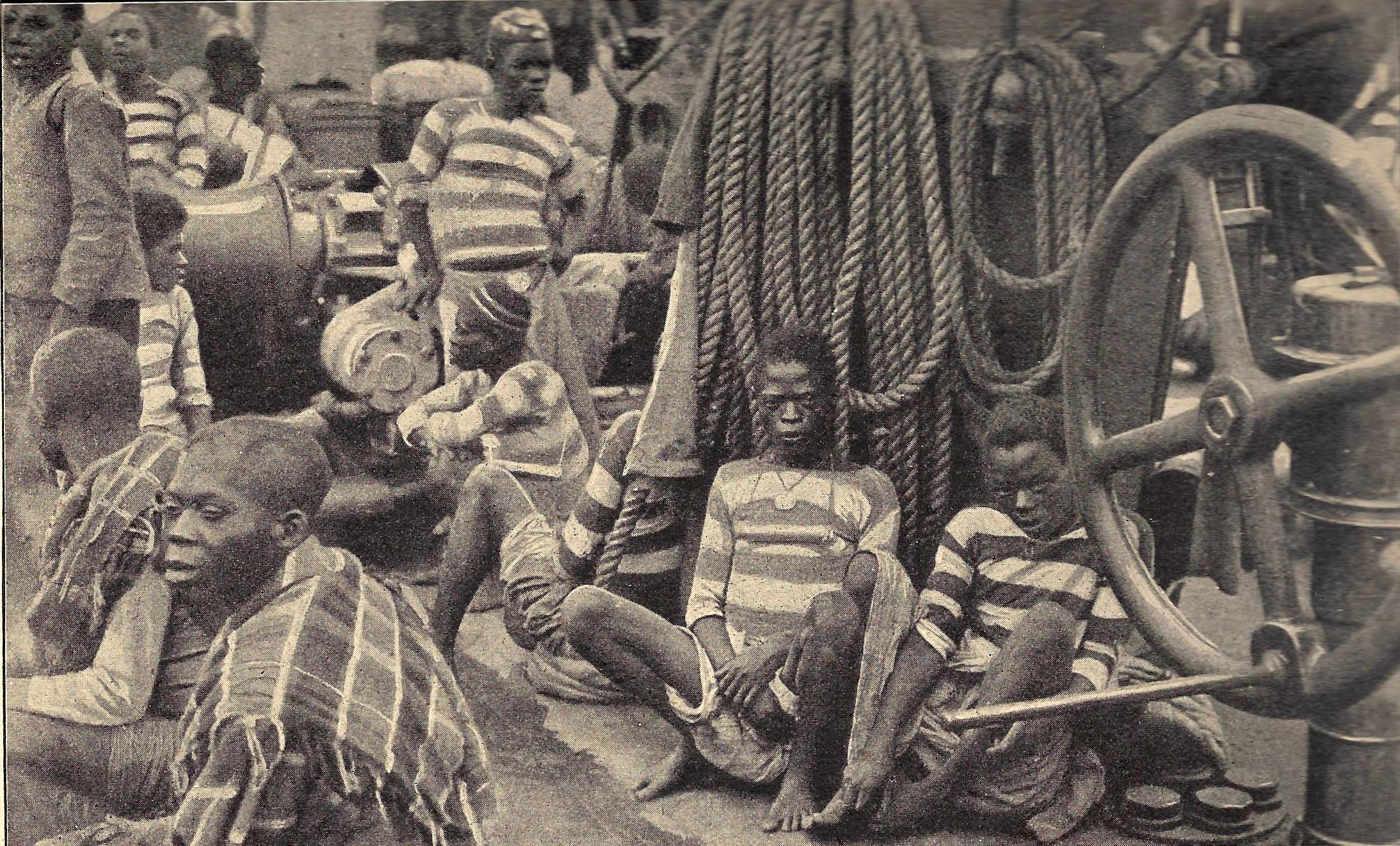
Auf Deck eines Sklavendampfers im Kongogebiet, um 1900

Vom späten 18. Jahrhundert an wurde die Sklaverei allmählich abgeschafft. Wesentliche Initiativen gingen für den britischen Einflussbereich unter anderem von Abolitionisten wie William Wilberforce, dem ehemaligen Sklavenhändler John Newton und dem befreiten Sklaven Olaudah Equiano aus und gewannen in der Öffentlichkeit Raum. So wurde auf britischen Druck auf dem Wiener Kongress die Ächtung der Sklaverei im Artikel 118 der Kongressakte durchgesetzt, Gesetze und die britische Marine unterbanden mindestens den Atlantischen Sklavenhandel. In den USA beendete 1865 der Bürgerkrieg die Sklaverei.
Die Bewegung gegen die Sklaverei war stark britisch geprägt und ging weniger von der Philosophie aus als von Idealen christlicher Brüderlichkeit und Erneuerung, kommend von den Rändern der etablierten Religion, - und einem neuartigen Patriotismus, der seinen Stolz nicht allein aus militärischer und wirtschaftlicher, sondern auch aus moralischer Überlegenheit zog.
Die Bekämpfung der Sklaverei diente als Rechtfertigung bei der Kolonisierung Afrikas im Zeitalter des Hochimperialismus. Die europäischen Kolonialherren beanspruchten gegenüber der islamischen Welt, in der Sklaverei weiterhin akzeptiert wurde, eine moralische Überlegenheit und begründeten ihr koloniales Ausgreifen nach Afrika unter anderem damit, die Sklaverei zu bekämpfen
In ihrer „letzten kontinentaleuropäischen Bastion“ wurde die Sklaverei in den beiden südosteuropäischen Fürstentümern Moldau 1855 und Walachei 1856 abgeschafft. Dort waren ausschließlich Angehörige des Volkes der Roma versklavt. Die Besitzer der ca. 250.000 Sklaven wurden gesetzlich entschädigt – die befreiten Sklaven nicht.
Im buddhistisch geprägten Asien spielte die Sklaverei insgesamt eine geringere Rolle als im Westen und in der islamischen Welt. Bereits im 18. Jahrhundert waren China und Japan praktisch „sklavenfreie Zivilisationen“.
Mit dem Verbot in Mauretanien bestehen seit 1981 in keinem Land der Erde mehr gesetzliche Grundlagen für Sklavenhandel und Sklaverei. Die formale Abschaffung der Sklaverei führte jedoch nur in den seltensten Fällen zu einer effektiven gesellschaftlichen Gleichstellung der früheren Sklaven. Besonders gut dokumentiert ist diese Kontinuität der Abhängigkeit im Falle der Sklaverei in den Vereinigten Staaten. Sklavereiähnliche Formen der Unterwerfung von Menschen können jedoch immer wieder selbst in solchen Kulturen beobachtet werden, in denen Sklaverei im engen Sinne keine Tradition besitzt; so etwa die Zwangsarbeit in der Zeit des Nationalsozialismus.

### Aufarbeitung der Geschichte

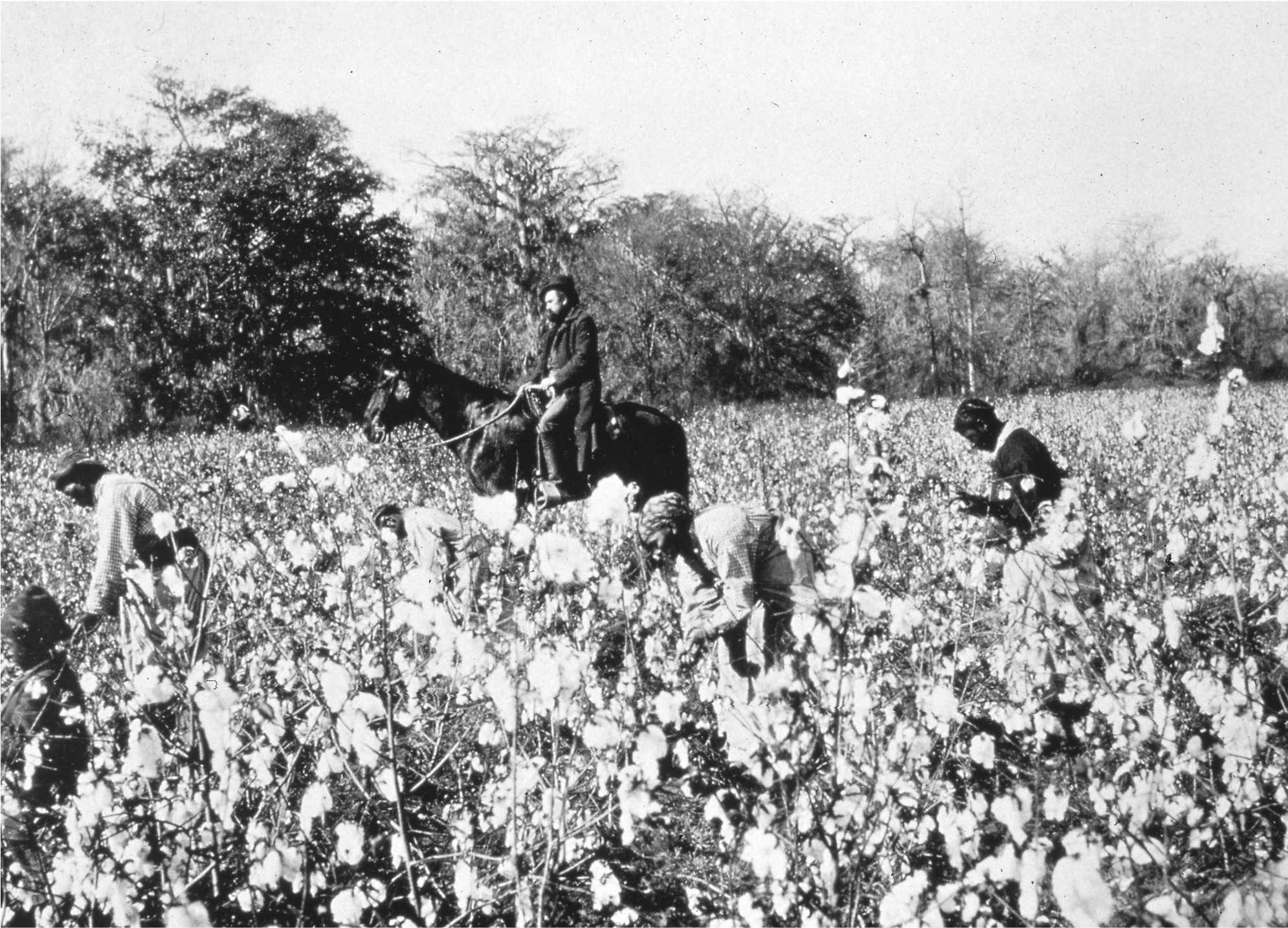
Männer, Frauen und Kinder arbeiten um 1850 unter der Kontrolle eines berittenen Aufsehers auf einer Baumwollplantage im Süden der USA

Obwohl die Sklaverei heute in allen Staaten der Welt offiziell als abgeschafft gilt, zeigen sich Schwierigkeiten, sich dem Thema zu stellen. Das betrifft sowohl die islamische Welt als auch den europäischen Umgang mit der eigenen Vergangenheit.
1949 führte die UNO den Internationalen Tag für die Abschaffung der Sklaverei ein.
Anlässlich des 200. Jahrestages der Französischen Revolution machte der bis 2001 an der Sorbonne lehrende französische Philosoph Louis Sala-Molins darauf aufmerksam, dass keinem der Aufklärer an der Abschaffung der Sklaverei in den französischen Kolonien gelegen war – weder Condorcet, Diderot, Montesquieu noch Rousseau. Eine bekannte Ausnahme war Marquis de La Fayette. Sala-Molins hält die Einstellung zur Sklavenfrage und zu den Schwarzen für den entscheidenden Schwachpunkt im aufklärerischen Anspruch auf die als universell propagierten Menschenrechte. Der 1685 unter Ludwig XIV. für die Kolonien erlassene Code Noir galt dort 163 Jahre lang ohne Unterbrechung bis 1848. Dann fiel er der Vergessenheit anheim, bis er von Sala-Molins 1987 als „monströsester juristischer Text der Moderne“ wiederveröffentlicht wurde.
Der französische Mediävist Jacques Heers stellte noch 1996 fest, dass Sklaverei als offenkundige Tatsache neben der bäuerlichen Leibeigenschaft trotz einiger ihr gewidmeter Studien bezüglich des Mittelmeerraums dennoch in den gegenwärtigen Mittelalterdarstellungen kaum vorkomme, und dies mehr oder weniger absichtlich.
1998 erklärte die UNESCO den 23. August zum Internationalen Tag der Erinnerung an den Sklavenhandel und seine Abschaffung.
Im Zuge von antirassistischen Protesten in den Vereinigten Staaten und Europa wurden 2020 Statuen und Denkmäler vom Sockel gestürzt. Die dargestellten historischen Persönlichkeiten werden vielfach mit der unreflektierten Erinnerung an Sklaverei und Kolonialismus in Verbindung gebracht.

## Verbreitung
Auf Sklaverei beruhende Gesellschaftsformen waren bis zum 19. Jahrhundert weltweit verbreitet. Sklaverei besteht trotz ihres Verbotes auch im 21. Jahrhundert.
Der französische Anthropologe Malek Chebel schätzt in seiner Untersuchung zur Sklaverei in der islamischen Welt, dass 21 bis 22 Millionen Sklaven, die im Laufe von 1 400 Jahren als kriegsgefangene Slawen, Konkubinen, Diener, Sklaven aus Afrika oder im mediterranen Sklavenhandel erbeutete Christen ihre Freiheit verloren. Chebel zählt dazu auch die in den Golfstaaten gegenwärtig tätigen Philippinos, Inder und Pakistaner, die dort ihre Menschenrechte verlieren, berücksichtigt aber zum Beispiel ausdrücklich nicht afrikanische Minderheiten im Maghreb, in der Türkei, im Iran oder in Afghanistan. Der Anthropologe Tidiane N’Diaye schätzt die Zahl der seit Beginn des Mittelalters im Zuge des islamischen Sklavenhandels aus Ostafrika in die jeweiligen Zielorte verschleppten Sklaven auf 17 Millionen (acht Millionen Afrikaner wurden aus Ostafrika über die Trans-Sahara-Route nach Marokko oder Ägypten, neun Millionen aus Regionen am Roten Meer oder dem Indischen Ozean deportiert). Dabei müssen aber für einen im arabisch-muslimischen Sklavenhandel Deportierten zusätzlich drei bis vier weitere Personen, die bei der Sklavenjagd, bei Epidemien, durch Kastration usw. umkamen, veranschlagt werden.
Die 2010 von dem australischen Unternehmer Andrew Forrest gegründete Walk Free Foundation beteiligt sich an dem Kampf gegen moderne Sklaverei. Die Stiftung hat seit 2013 jedes Jahr einen Global Slavery Index mit Schätzungen zur Verbreitung der Sklaverei in 162 Ländern (2013) bzw. in 167 Ländern (seit 2014) veröffentlicht. In dem Index aus dem Jahr 2018 wird geschätzt, dass weltweit insgesamt 40,3 Millionen Menschen versklavt sind.

## Rechtfertigung
In fast allen Epochen wurde das Halten von Sklaven ideologisch untermauert. Die Griechen unterteilten die Menschheit in Griechen und Barbaren (von griech. βάρβαρος – die ursprüngliche Bezeichnung im antiken Griechenland für alle diejenigen, die nicht (oder schlecht) griechisch sprachen) und es schien nur gut und gerecht, Barbaren zu Sklaven zu machen. Daneben versklavten die Griechen Bewohner besiegter Städte auch dann, wenn diese Griechen waren. Laut Melierdialog des Thukydides widersetzten sich beispielsweise die Einwohner von Milos zur Zeit des Peloponnesischen Krieges im 5. Jahrhundert v. Chr. dem mächtigen Athen und wurden daraufhin von den Athenern versklavt. Xenophon formuliert grundlegend das Recht des Stärkeren:

„Denn es ist ein ewiges Gesetz in der ganzen Welt: wenn eine feindliche Stadt erobert wird, so ist die Person und die Habe der Einwohner Eigentum der Eroberer“

Andererseits empfanden die freien Griechen versklavte Griechen als Schande, und die Versklavung ganzer Städte blieb umstritten. Einige Heerführer verweigerten sich dieser Praxis, so etwa die Spartiaten Agesilaos II. und Kallikratidas. Sie wurde auch gelegentlich durch Verträge zwischen den Städten verboten. So verpflichteten sich beispielsweise Milet und Knossos im 3. Jahrhundert v. Chr. gegenseitig dazu, die Bürger der jeweils anderen Stadt nicht zu versklaven.
Aristoteles definierte Sklaven als Besitzstück. Lässt man die problematische substanzphilosophische und naturrechtliche Begründung dieses Besitzverhältnisses beiseite, dann charakterisiert Aristoteles die Sklaven weiterhin durch zwei Eigenschaften. Zum einen haben solche Besitzstücke die Eigenart, ein besonderes Werkzeug zu sein, das viele andere Werkzeuge ersetzen kann. Entsprechend der aristotelischen Teleologie haben Werkzeuge keinen eigenen Zweck, sondern müssen sich einem Zweck unterordnen, welcher von einem vollkommenen Ganzen her bestimmt wird, von dem sie nur ein unvollkommener Teil sind. Diese menschlichen Werkzeuge besitzen aber im Gegensatz zu anderen, unbelebten Werkzeugen eine gewisse antizipatorische Fähigkeit. Aristoteles schreibt dazu, dass Sklaven in der Lage sind, Befehle zu antizipieren und nicht nur auf Befehle anderer hin zu handeln. Als solche vorauseilend gehorchende Werkzeuge haben sie eine Seele, zu deren voller, vernünftiger Ausbildung sie jedoch nicht fähig sind. Deswegen sei es besser für den Sklaven, überlegenen Menschen als Sklaven zu dienen.
Marcus Tullius Cicero spricht später von Juden und Syrern als „Menschen, die zu Sklaven geboren wurden“, und er meint, dass es einigen Nationen gut tue, unterworfen zu werden. Vor allem die Ansichten von Aristoteles wurden auch später benutzt, um der Sklaverei eine ideologische Begründung zu geben.
In der Bibel wird Sklaverei als Faktum der antiken jüdischen Gesellschaft beschrieben. Zu Beginn des Alten Testaments findet sich im Fluch Noachs über seinen Sohn Ham – Stammvater der Kanaaniter – die Rechtfertigung für dauernde Knechtschaft (Genesis 9,18–27). Das mosaische Gesetz unterschied nach der Herkunft in einheimische und fremdvölkische Sklaven (Lev. 25,44–46). Nur letztere waren im engeren Sinne als Sklaven – also lebenslang veräußerbares Eigentum – erlaubt. Durch Verschuldung konnten zwar auch frei geborene Hebräer in Hörigkeit geraten. Sie waren jedoch von bestimmten Arbeiten befreit und mussten im siebten Jahr (Schabbatjahr) freigelassen werden (Ex 21,2  und Dtn 15,12 ). Für die Behandlung von Sklaven gab es keine besonderen Regelungen. Ausdrücklich verboten war es, Sklaven zu erschlagen (Ex 21,20–21). Zudem waren Sklaven freizulassen, wenn sie durch ihren Besitzer körperlich schwer misshandelt wurden (Ex 21,26–27).
In den Evangelien des Neuen Testaments findet sich keine ausdrückliche Erwähnung der Sklaverei als Herrschaftspraxis. Erst in den Briefen des Apostels Paulus kommt diese mehrfach zur Sprache. Paulus betont mit Blick auf die heterogenen Gemeinden der Urkirche, dass es unter Christen keinen Unterschied gebe zwischen Sklaven und Freien (Gal 3,28 ; Kol 3,11 ; 1 Kor 12,13 ). Besonders deutlich wird dies im Brief des Paulus an Philemon, wenn er diesen auffordert, seinen davongelaufenen und nunmehr getauften Sklaven Onesimus als geliebten Bruder anzunehmen (Phm 15–17). Damit formuliert das frühe Christentum erstmals in der Antike Wert und Würde auch von Sklaven. Dass das Christentum nach Paulus’ Verständnis keine sozialrevolutionäre Botschaft beinhaltet, zeigt sich im ersten Brief an Timotheus (1 Tim 6,1–2 ). Paulus argumentiert, die Freiheit, welche Jesus Christus schenke, sei nicht abhängig vom äußeren zivilen Stand (1 Kor 7,22 ). Er lässt Sklaverei als gesellschaftlich etablierte Besitzform unangetastet, gemahnt aber Sklaven wie Herren ihren Stand als Berufung (1 Kor 7,17+20 ) anzunehmen und ihre gegenseitigen Pflichten zu erfüllen (Kol 3,22-4,1 ; Eph 6,1–9 ). Sklaven rät er: „Wenn du als Sklave berufen wurdest, soll dich das nicht bedrücken; aber wenn du frei werden kannst, mach lieber Gebrauch davon!“! (1 Kor 7,21 ).
Im Mittelalter kam für Sklaverei und Sklavenhandel das Argument hinzu, dass damit die Christianisierung von Heiden gefördert werde. Mit den päpstlichen Bullen Dum diversas (1452) und Romanus Pontifex (1455) wurde es Christen erlaubt, Sarazenen, Heiden und andere Feinde des Christentums zu versklaven. Im Fall der dalmatischen fante, deren Unfreiheit zeitlich begrenzt war, wurde betont, dass einige Jahre in sklavenähnlichem Arbeitsverhältnis notwendig seien, damit sie ausreichend Zeit zum Lernen hätten.
Einige mittelalterliche Päpste sprachen sich entschieden gegen die Sklaverei aus. Johannes VIII. erklärte 873 in der Bulle Unum est, sie sei nach der Lehre Christi nicht zu rechtfertigen. Pius II. nannte in einem Brief den Sklavenhandel ein „magnum scelus“, ein großes Verbrechen, und verdammte Versklavung in einer Bulle vom 7. Oktober 1462.
1510 wurden die Theorien von Aristoteles zum ersten Mal von dem schottischen Gelehrten John Major auf die amerikanischen Indianer angewendet. Erst 1537 wurde mit der Bulle Sublimis Deus festgestellt, dass andere, nichteuropäische Ethnien, zum Beispiel Indianer, echte Menschen seien, mit der Befähigung, den katholischen Glauben zu verstehen. Nun wurde es verboten, ihnen die Freiheit und ihren Besitz zu nehmen. Doch noch im 19. Jahrhundert wurden entgegengesetzte Ansichten vertreten. George Fitzhugh etwa publizierte 1854 ein Buch, in dem er schrieb: „Einige Menschen sind mit einem Sattel auf dem Rücken geboren, und andere sind gestiefelt und gespornt, um diese zu reiten. Und es tut ihnen gut!“

## Sklaverei und sklavereiähnliche Abhängigkeit heute
„Als moderne Sklaverei wird eine ausbeuterische Lebenssituation angesehen, aus der es für die Opfer wegen Drohungen, Gewalt, Zwang, Machtmissbrauch oder Irreführung kein Entrinnen gibt. Vielfach werden die Betroffenen auf Fischerbooten in Asien festgehalten, als Hausangestellte ausgebeutet oder in Bordellen zwangsprostituiert.“
Im April 2006 veröffentlichte Terre des hommes Zahlen, nach denen mehr als 12 Mio. Menschen als Sklaven betrachtet werden müssen; darunter etwa die Hälfte Kinder und Jugendliche. Diese Zahlen wurden später von Seiten der Vereinten Nationen bestätigt. Es handelt sich um Opfer von Menschenhandel und Zwangsarbeit. In Indien, Bangladesch und Pakistan leben demnach die meisten Zwangsarbeiter. Auch in den Industriestaaten leben insbesondere Frauen als Zwangsprostituierte unter sklavereiähnlichen Umständen. Darüber hinaus werden im Baugewerbe, in Haushalten und in der Landwirtschaft Arbeitskräfte illegal ohne Rechte beschäftigt. In Mitteleuropa sind Einzelfälle von sklavereiähnlichen Arbeitsverhältnissen bekannt. So hielt sich ein jemenitischer Kulturattaché in Berlin, der diplomatische Immunität genoss, jahrelang eine unbezahlte Hausangestellte unter sklavereiähnlichen Bedingungen.
Die Geschichte der Sklaverei im Islam ist auch in jüngster Zeit noch nicht abgeschlossen. So wird über Sklaverei im Islamischen Staat berichtet.
Nach einem Mitte 2016 veröffentlichten Bericht der Walk Free Foundation, einer von dem australischen Unternehmer und Milliardär Andrew Forrest und seiner Gattin Nicola im Kampf gegen moderne Formen der Sklaverei gegründeten Stiftung, sollen weltweit nahezu 46 Mio. Menschen als Sklaven oder sklavenähnlich Beschäftigte leben; zwei Drittel davon im asiatisch-pazifischen Raum. Indien sei mit mehr als 18 Mio. das Land mit den meisten Betroffenen, auf den Plätzen zwei und drei folgten China mit 3,4 Mio. und Pakistan mit 2,1 Mio. Nordkorea weise mit 4,37 % die höchste Quote im Verhältnis zur eigenen Bevölkerung auf, es sei zudem das einzige Land der Welt, das nichts gegen Sklaverei unternehme. Im Weiteren gehörten Russland, China, Nordkorea, Nigeria, Irak, Indonesien, Kongo und die Philippinen zu den zehn Ländern, in welchen nach dem 2018er-Rating der Walk Free Foundation 60 % der Gesamtzahl der Sklaven in der Welt existieren. Die höchste Quote in den europäischen bzw. an Europa grenzenden Staaten weist die Türkei auf.
Durch die weltweite COVID-19-Pandemie berichtet Terre des hommes 2020 erstmals von 40 Millionen Sklaven. Durch die Folgen der Pandemie würden Menschenhändler die Not der Menschen ausnutzen und sie zum Beispiel in Kredite mit unüblich hohen Zinsen verwickeln, die über Generationen abgezahlt werden müssen. Die neusten Schätzungen der Internationalen Arbeitsorganisation in Zusammenarbeit mit der Walk Free Foundation belaufen sich 2022 auf knapp 50 Millionen Sklaven. Davon waren 28 Millionen Menschen in Zwangsarbeit und 22 Millionen in Zwangsehen gefangen. Die Wirtschaftswissenschaftlerin Genevieve LeBaron sieht eine wichtige aktuelle Ursache von Zwangsarbeit in internationalen Lieferketten, die dazu beitrügen, dass schlechtbezahlte Arbeitsplätze entstünden; zwischen diesen und Zwangsarbeit sei die Grenze fließend.
Die Walk Free Foundation hat einen Global Slavery Index (deutsch ‚Globaler Sklaverei-Index‘) entworfen und erstellt: Er gibt neben der Sammlung von Daten auch einen Überblick über das Engagement der Politik weltweit.

### Situation in einzelnen Ländern

#### Brasilien
Sklavereiähnliche Arbeitsbedingungen sind in ländlichen Regionen Brasiliens bis heute weit verbreitet, das Phänomen geht deutlich über Einzelfälle hinaus. Seit Jahren wird daher eine intensive Debatte in den Medien, unter Menschenrechtlern und in der Wissenschaftlichen Öffentlichkeit geführt, Stichwort ist die trabalho escravo, also „Moderne Sklaverei“. Ergebnisse der Debatte sind eine Anpassung des brasilianischen Arbeitsrechts, das sklavereiähnlichen Arbeitsbedingungen erstmals definiert und unter Strafe stellt. Die Definition von „moderner Sklaverei“ umfasst dabei nicht das eigentliche Eigentum an Menschen, das in Brasilien seit 1888 abgeschafft ist, sondern beschreibt Arbeitsbedingungen wie Schuldknechtschaft, Freiheitsberaubung am Arbeitsplatz, überlange und auszehrende Arbeitstage. Diese Zustände entsprechen zwar der Form halber vertraglicher Lohnarbeit, kommen aber faktisch der Sklaverei nahe. Mit dieser modernen Definition kann das Arbeitsrecht, so es denn vor Ort auch umgesetzt wird, moderne Sklaverei erfassen und die Profiteure bestrafen.

#### Haiti
In Haiti leben laut einem Bericht der Kindernothilfe im Jahr 2009 etwa 300.000 Kinder beiderlei Geschlechts als Haussklaven, sogenannte Restavecs (von franz.: rester avec ‚bei jemandem bleiben‘) in Familien der Ober- und Mittelschicht vornehmlich der Hauptstadt Port-au-Prince. Sie stammen zumeist aus auf dem Land lebenden Familien, die ihre Kinder kaum noch ernähren können und sie daher in der Regel kostenlos besser gestellten Familien überlassen. Dort haben sie täglich bei freier Kost und Logis, aber ohne Möglichkeit der Schulausbildung und ohne Bezahlung alle anstehenden Arbeiten im Haushalt zu erledigen. Körperliche Züchtigung und sexueller Missbrauch ohne strafrechtliche Konsequenzen für die Täter sind an der Tagesordnung. Obwohl in die Verfassung von Haiti nach dem Ende der Sklaverei und der Erklärung der Unabhängigkeit im Jahre 1804 auch einmal ein Passus aufgenommen wurde, der Kindern grundsätzlich ein „Recht auf Liebe, Zuwendung und Verständnis“ zusichert und auch die „Freiheit der Arbeit“ regelt, werden in der täglichen Realität diese Vorsätze nicht umgesetzt.

#### Dominikanische Republik
Nach Schätzung der Internationalen Organisation für Migration (OIM) werden jährlich etwa 2000 haitianische Kinder von Schleuserbanden illegal über die Grenze in die Dominikanische Republik geschafft und dort als Haussklaven und Arbeitskräfte in der Landwirtschaft verkauft.

#### Vereinigtes Königreich
Im Vereinigten Königreich, insbesondere in London, wurden seit Ende der 2010er Jahre mehrfach Gastarbeiterinnen von den Philippinen und aus anderen Ländern gerettet. Den als Hausmädchen angestellten Frauen seien unter anderem Bewegungsfreiheit, Lohn und körperliche Unversehrtheit vorenthalten worden, was in vielen Fällen sklavereiähnlichen Lebensumständen entsprach.
Die Steuerzahler Großbritanniens, auch die Abkommen ehemaliger Sklaven mit britischer Staatsbürgerschaft, zahlten bis 2015 die "Entschädigung", die den ehemaligen Sklavenhaltern 1833 zugesprochen wurde. Die Höhe belief sich auf ungefähr 5 % des Bruttoinlandsproduktes, also 40 % des jährlichen Staatseinkommens.

#### Mauretanien
Die Sklaverei in Mauretanien besteht trotz ihrer mehrmaligen offiziellen Abschaffung – zuletzt 2007 – weiter fort und betrifft die Nachfahren von vor Generationen versklavten und bis heute nicht freigelassenen Menschen, die ʿAbīd (Sing. Abd), die den „weißen Mauren“ (Bidhan) als Sklaven dienen. Ihre Zahl ist unbekannt, wird aber von Menschenrechtsgruppen auf die Größenordnung von Hunderttausenden geschätzt.

#### Sudan
Das Fortbestehen der Sklaverei im Sudan und Südsudan betraf vor allem die Ethnien der Dinka und Nuba und wurde durch Berichte ehemaliger Sklaven wie Mende Nazer und Francis Bok international bekannt. Wie viele Menschen dort versklavt wurden bzw. weiterhin in Sklaverei leben, ist nicht genau bekannt, Schätzungen reichen von einigen Zehntausend bis Hunderttausend.

#### Elfenbeinküste
Laut Anti-Slavery International sollen laut Greenpeace in der Elfenbeinküste, von wo 40 % der weltweiten Kakaoernte stammen, rund 200.000 teils aus Nachbarländern stammende Kindersklaven als Erntehelfer eingesetzt werden. Es sind Jungen und Mädchen im Alter von 10 bis 14 Jahren, die zumeist aus Mali, Burkina Faso, Niger, Nigeria, Togo und Benin stammen und ohne Lohn nur gegen Kost und Logis arbeiten. Sie müssten dabei zu 90 % schwere Lasten tragen und zu zwei Dritteln ungeschützt Pestizide versprühen. Um das Jahr 2000 haben sich Schokoladenhersteller verpflichtet, an diesen Zuständen etwas zu ändern. Laut einer Studie des kirchennahen Südwind-Instituts ist danach aber kaum etwas passiert. Wie oft im internationalen Handel wird ein niedriger Einkaufspreis mit so gut wie allen Mitteln vorangetrieben. In den USA ist daher ein Gerichtsverfahren wegen Sklaverei und Verschleppung von Kindern aus Mali gegen Nestlé anhängig.

#### Katar
In vielen Ländern der arabischen Welt, so auch in Katar wurden ausländische Arbeitnehmer durch das Kafala-System in sklavenähnlicher Abhängigkeit gehalten, so dass sie dem „Bürgen“ den Pass abgeben und den Arbeitgeber nicht wechseln dürfen.
Aufgrund der Nominierung 2010 für die Fußball-Weltmeisterschaft 2022 erhielten fehlende Menschenrechte und ausbeuterische Arbeitsbedingungen im Land große mediale Aufmerksamkeit. Katar versuchte mit der Ankündigung von Reformen und der offiziellen Abschaffung des Kafala-Systems sowie einer Zusammenarbeit mit ILO (International Labour Organization) die öffentliche Meinung von sich zu überzeugen. Allerdings sollen in der Praxis gerade für den Bau der Stadien und dem Ausbau der Infrastruktur eine große Anzahl an Bauarbeitern aus dem Ausland in sklavenähnlichen und menschenunwürdigen Verhältnissen gehalten worden sein. Beklagt wurden unter anderem Arbeitszeiten von bis zu 17 Stunden am Tag, über Monate nicht ausgezahlter Mindestlohn, sowie das fehlende Streikrecht. Lt. Amnesti International sollen auch fast 70 % der Todesfälle ungeklärt sein. Die Totenscheine der meist jungen Arbeiter sollen ohne ausreichende Untersuchung in der Regel mit natürlichen Todesursachen wie Herzversagen oder Atemnot ausgestellt worden sein. Die Regierung dagegen behauptet, ihre Unfall- und Sterbestatistiken würden internationalen Standards entsprechen.

#### Afghanistan

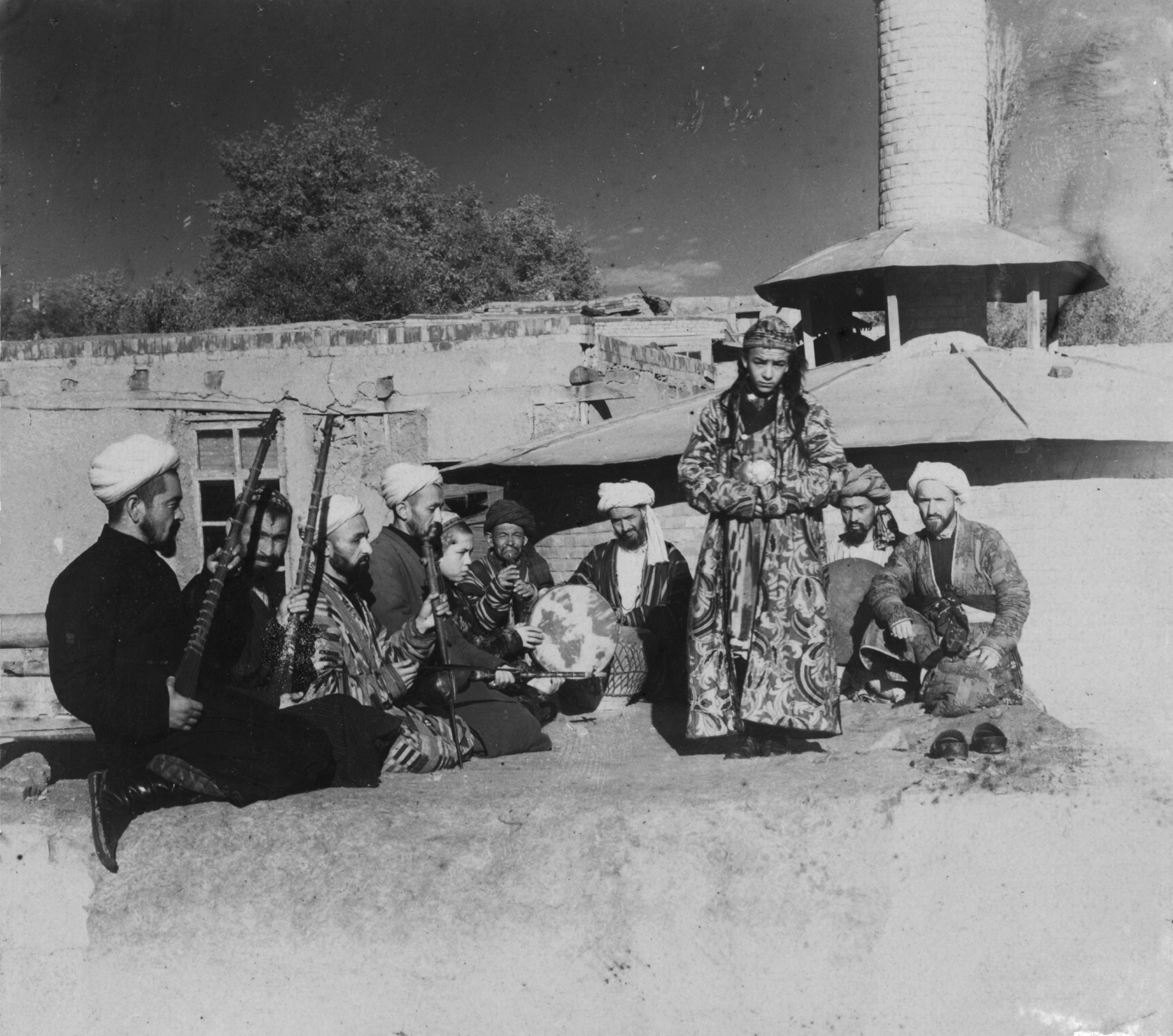
Bacha bazi, Samarkand (Sergei Michailowitsch Prokudin-Gorski, 1905/1915)

Besonders im Norden Afghanistans wird noch heute die jahrhundertealte, nach wie vor in weiten Kreisen gesellschaftlich akzeptierte Tradition der „Bacha bazi“ (wörtlich „Knabenspiel“) praktiziert: Bei dieser Form der Kinderprostitution, die von einem UN-Mitarbeiter als Kindersklaverei bezeichnet wird, tanzt ein als Frau verkleideter Junge (Bacchá) zunächst vor Männern und muss anschließend diese zumeist auch sexuell befriedigen. Die „Tanzjungen“ sind zwischen acht und etwa vierzehn Jahren alt, werden oft armen Familien abgekauft, teilweise entführt oder sind Waisen von der Straße. Sie werden zunächst zu Tänzern für Sexpartys gleichkommenden Unterhaltungsveranstaltungen ausgebildet, jedoch spätestens nach Einsetzen des Bartwuchses von ihren „Besitzern“ gegen jüngere Knaben ausgetauscht, günstigstenfalls mit einer älteren, nicht mehr jungfräulichen Frau verheiratet, gelegentlich auch zusätzlich mit kleinem Haus und Hof abgefunden, meist aber einfach nur entschädigungslos verstoßen. Nicht wenige „Bacha bazis“ sind ermordet worden, nachdem sie zu ihrer „attraktiven“ Zeit versucht hatten, ihren „Herren“ zu entfliehen. Dies geschieht, obwohl Homosexualität im Islam traditionell abgelehnt wird und ein Großteil der afghanischen Männer Homosexualität in alltäglich öffentlichen Gesprächen als widerwärtig und abstoßend bewerten.
Zur Zeit der Taliban wurde die Praxis bis 2001 unter Strafe gestellt und verschwand aus dem öffentlichen Raum. Mit der US-Invasion im Jahr 2001 ließen ehemaligen Mudschaheddin diesen Brauch wieder aufleben, und die Pädophilie soll ihren Höhepunkt erreicht haben. Im ganzen Land sollen Jungen entführt, vergewaltigt, verschleppt und als Sexsklaven verkauft worden sein. 2015 wurde durch einen Artikel in der New York Times öffentlich, dass die US-Streitkräfte unter Androhung der Suspendierung angewiesen waren „wegzuschauen“, wenn sich Mitglieder der afghanischen Sicherheitskräfte an Minderjährigen vergingen. 2017 wurde aufgrund öffentlichen Drucks die Praxis mit einer Haftstrafe von 7 Jahren bis zu lebenslänglich belegt. Aufgrund der afghanischen Gesellschaftsstrukturen und der Angst vor Racheakten sollen Bacha-Bazi-Fälle selten gemeldet worden sein und weiter praktiziert worden sein. Obwohl sie diese Praktiken einst verboten haben, sollen die Taliban heute nach ihrer Machtübernahme 2021 die Jungen nicht nur sexuell ausbeuten, sondern auch als Soldaten, Leibwächter oder Selbstmordattentäter benutzen.

#### Nepal
In Nepal ist die Leibeigenschaft seit 2000 gesetzlich verboten. Dennoch werden jedes Jahr tausende minderjährige Mädchen meist ab ihrem fünften, manche sogar ab dem vierten bis zum 15. Lebensjahr verkauft, um in Häusern reicher Grundbesitzer als sogenannte Kamalaris völlig rechtlos und ohne jeden Schutz bis zu 16 Stunden täglich alle möglichen Arbeiten zu verrichten. 10 Prozent von ihnen würden von ihren Besitzern auch sexuell missbraucht.

#### Vereinigte Staaten
Ein 2023 erschienener Bericht des Menschenrechtsrats der Vereinten Nationen kritisierte „plantagenartige“ Gefängnisse in den USA, deren verpflichtende Gefängnisarbeit eine „zeitgenössische Form der Sklaverei“ darstelle. Die Anzahl moderner Sklaven in den heutigen USA liegt bei über einer Million.

### Strafbestimmungen
In § 104 des österreichischen Strafgesetzbuches wird Sklavenhandel und die Versklavung anderer mit Freiheitsstrafe von zehn bis zwanzig Jahren bedroht.
Nach dem deutschen StGB wird Versklavung mit Freiheitsstrafe von sechs Monaten bis zu zehn Jahren, in schweren Fällen von einem Jahr bis zu zehn bzw. fünfzehn Jahren bestraft (§ 232b ggf. i. V. m. § 232a). Das Halten eines Menschen als Sklave ist an sich als Freiheitsberaubung strafbar (auch wenn der Täter an der Versklavung nicht beteiligt war oder diese verjährt ist). Der Sklavenhandel wird nach dem deutschen Gesetz betreffend die Bestrafung des Sklavenraubes und des Sklavenhandels mit Freiheitsstrafe von einem Jahr bis zu fünfzehn Jahren bestraft. Die Höchststrafe von fünfzehn Jahren ergibt sich für Tatbestände, die keine Höchststrafe nennen, aus § 38 StGB.
Wird die Versklavung im Rahmen eines ausgedehnten oder systematischen Angriffs gegen eine Zivilbevölkerung begangen, liegt ein Verbrechen gegen die Menschlichkeit vor. In Deutschland drohen dann gemäß § 7 Absatz 1 Nr. 3 VStGB fünf bis fünfzehn Jahre Freiheitsstrafe, bei Todesfolge kann gemäß Absatz 3 lebenslange Freiheitsstrafe verhängt werden. In Österreich kann lebenslange Freiheitsstrafe bei Verbrechen gegen die Menschlichkeit auch dann verhängt werden, wenn niemand zu Tode kam (§ 321a Absatz 2 österreichisches Strafgesetzbuch).

### Internationale Bekämpfung der Sklaverei und „moderner“ Formen der Unfreiheit
Der Europarat verurteilt und kriminalisiert jegliche Art der Sklaverei in Artikel 4 der Europäischen Menschenrechtskonvention verbietet Sklaverei. Viele Politiker und Menschenrechtsorganisationen, deren Engagement der Bekämpfung modernen Formen der Unfreiheit – besonders der Zwangsprostitution, der Zwangsarbeit, der Kinderarbeit und der Rekrutierung von Kindern als Soldaten – gilt, bemühen sich um eine Anerkennung dieser Phänomene als Sklaverei. Heutzutage soll es mehr Sklaven auf der Welt geben als jemals zuvor in der Geschichte der Menschheit.
Die Vereinten Nationen und deren Unterorganisationen wie die Internationalen Arbeitsorganisation und das Büro der Vereinten Nationen für Drogen- und Verbrechensbekämpfung (UNODC) sowie international tätige Menschenrechtsorganisationen wie Amnesty International oder World Vision International sowie auf die Bekämpfung von Sklaverei und Menschenhandel fokussierte Organisationen wie die Walk Free Foundation, International Justice Mission und A21 setzen sich für eine vollständige Abschaffung der Sklaverei ein.
2014 wurde von der Generalversammlung der Vereinten Nationen der 30. Juli zum Welttag gegen Menschenhandel ernannt. Das Motto 2022 war: Einsatz und Missbrauch von Technologie (“Use and abuse of technology”). Unter anderem in den sozialen Medien hat UNODC darauf aufmerksam gemacht, dass verstärkt durch die COVID-19-Pandemie und die Verlagerung unseres Alltags auf Online-Plattformen, sich auch Menschenhändler die Geschwindigkeit, Kosteneffizienz und Anonymität des Internet zu Nutze machen, um ihre Opfer anzuwerben, auszubeuten und zu kontrollieren. Das UNODC sieht in der Nutzung der Technologie auch große Chancen für Strafverfolgungsbehörden, die Strafjustiz und andere Stellen, um Licht in die Vorgehensweise von Menschenhandelsnetzwerken zu bringen und digitale Beweismittel sicherzustellen. Auch sieht es darin neuen Möglichkeiten für niederschwellige Unterstützungsdienste für Überlebende sowie Präventions- und Sensibilisierungsmaßnahmen.
Anlässlich des Anti-Slavery-Day bzw. des Europäischen Tag gegen Menschenhandel am 18. Oktober organisiert die 2008 gegründete Organisation A21 jedes Jahr unter dem Motto Walk for freedom einen internationalen Schweigemarsch in rund 50 Ländern. 2022 wurde der Walk in 17 Städten des deutschsprachigen Raums durchgeführt.
Organisationen wie Zeromacho Deutschland e. V. vertreten die Auffassung, die in Deutschland legale Prostitution sei eine moderne Form der Sklaverei, da in ihr das unveräußerliche Recht auf sexuelle Selbstbestimmung, und damit ein integraler Bestandteil des Menschen, gehandelt würde. Tage wie den Internationalen Tag für die Abschaffung der Sklaverei am 2. Dezember nehmen sie 2021 zum Anlass um gemeinsam mit weiteren Bündnispartnern für das sogenannte Nordische Modell zu werben, welches Entkriminalisierung und Ausstiegshilfen für Menschen aus der Prostitution beinhaltet und auf der Nachfrageseite den Kauf sexueller Handlungen unter Strafe stellt.

### Geschichte
Deutsch
- Andreas Eckert: Geschichte der Sklaverei Von der Antike bis ins 21. Jahrhundert. Beck, München 2021, ISBN 978-3-406-76539-1.
- Egon Flaig: Weltgeschichte der Sklaverei (= Becksche Reihe. Band 1884). Beck, München 2009, ISBN 978-3-406-58450-3.
- Heinz Heinen: Handwörterbuch der antiken Sklaverei (= Forschungen zur antiken Sklaverei. Beiheft 5). 3 Bände, Steiner, Stuttgart 2017, ISBN 978-3-515-10161-5.
- Elisabeth Herrmann-Otto (Hrsg.): Unfreie Arbeits- und Lebensverhältnisse von der Antike bis zur Gegenwart. Eine Einführung. Olms, Hildesheim 2005, ISBN 3-487-12912-4.
- Paulin Ismard (Hrsg.): Welten der Sklaverei. Eine vergleichende Geschichte. Verlagshaus Jacoby & Stuart, Berlin 2023, ISBN 978-3-96428-172-2.
- Peter Martin: Das rebellische Eigentum. Vom Kampf der Afroamerikaner gegen ihre Versklavung. Junius, Hamburg 1985, ISBN 3-88506-139-2.
- Nicole Priesching: Sklaverei in der Neuzeit (Geschichte kompakt). Wissenschaftliche Buchgesellschaft, Darmstadt 2014, ISBN 978-3-534-25483-5.
- Max Weber: Die sozialen Gründe des Untergangs der antiken Kultur. In: Die Wahrheit. Band 3, Heft 63, Frommanns, Stuttgart 1896, S. 57–77 (Volltext als PDF-Datei).
- Albert Wirz: Sklaverei und kapitalistisches Weltsystem. Suhrkamp, Frankfurt am Main 1984, ISBN 3-518-11256-2.
- Michael Zeuske: Handbuch Geschichte der Sklaverei. Eine Globalgeschichte von den Anfängen bis zur Gegenwart. 2., überarbeitete und erweiterte Auflage, De Gruyter, Berlin / New York 2019, ISBN 978-3-11-027880-4.
- Michael Zeuske: Sklaverei. Eine Menschheitsgeschichte. Von der Steinzeit bis heute. Paperback, 2., überarbeitete und erweiterte Auflage, Reclam, Ditzingen 2021, ISBN 978-3-15-020546-4.
- Michael Zeuske: Afrika-Atlantik-Amerika. Sklaverei und Sklavenhandel in Afrika, auf dem Atlantik und in den Amerikas sowie in Europa (= Dependency and Slavery Studies. Band 2). De Gruyter, Berlin / New York 2022, ISBN 978-3-11-078714-6.
- ver.di – Vereinte Dienstleistungsgewerkschaft, Medien, Kunst und Industrie Hamburg/ Nord: (Literatur zum Thema. Auf: dju-hamburg.de (Memento vom 19. Juni 2010 im Internet Archive)).

Englisch
- Hilary Beckles, Verene Shepherd (Hrsg.): Caribbean slave society and economy. Ian Randle Publishers, Kingston / James Currey Publishers, London 1991.
- Stephan Conermann, Michael Zeuske (Hrsg.): The Slavery/Capitalism Debate Global. From „Capitalism and Slavery“ to Slavery as Capitalism (= Comparativ. Zeitschrift für Globalgeschichte und Vergleichende Gesellschaftsforschung. Band 30, Nr. 5/6, 2020). Leipziger Universitätsverlag, Leipzig 2021, ISBN 978-3-96023-342-8.
- Robert C. Davis: Christian Slaves and Muslim Masters – White Slavery in the Mediterranean, the Barbary Coast, and Italy, 1500–1800. Palgrave Macmillan, Houndmills (GB) 2003, ISBN 0-333-71966-2.
- Seymour Drescher: Abolition – A History of Slavery and Antislavery. Cambridge University Press, New York 2009, ISBN 978-0-521-60085-9.
- Frederick C. Knight: Working the Diaspora – The Impact of African Labor on the Anglo-American World 1650–1850. New York University Press, New York / London 2010, ISBN 978-0-8147-4818-3.
- Kenneth Morgan: A Short History of Transatlantic Slavery. Tauris, London / New York 2016, ISBN 978-1-78076-386-6.
- Orlando Patterson: Slavery and Social Death. A Comparative Study. Harvard University Press, Cambridge (MA) / London 1982, ISBN 0-674-81083-X.
- Johannes Postma: The Atlantic Slave Trade. University Press of Florida, Gainesville et al. 2005.
- Joel Qirk: The Anti-Slavery Project. From the Slave Trade to Human Trafficking. University of Pennsylvania Press, Philadelphia 2011, ISBN 978-0-8122-4333-8.
- Jonathan Schorsch: Jews and Blacks in the Early Modern World. Cambridge University Press, Cambridge 2004, ISBN 0-521-82021-9.
- Eric Eustace Williams: Capitalism and Slavery. University of North Carolina Press, Chapel Hill 1944.
- Keith Bradley, Paul Cartledge, David Eltis, Stanley L. Engerman, Seymour Drescher (Hrsg.): The Cambridge World History of Slavery. 4 Bände, Cambridge University Press, Cambridge / New York 2011 ff, ISBN 978-0-521-84066-8.
- David Stefan Doddington, Enrico Dal Lago (Hrsg.): Writing the History of Slavery. Bloomsbury Academic, London 2022, ISBN 978-1-4742-8557-5.

### Gegenwart
Deutsch
- Kevin Bales: Die neue Sklaverei. Kunstmann, München 2001, ISBN 3-88897-264-7.
- E. Benjamin Skinner: Menschenhandel. Sklaverei im 21. Jahrhundert. Bergisch Gladbach, Lübbe 2008, ISBN 978-3-7857-2342-5 (siehe Interview mit dem Autor: „Es gab noch nie soviele Sklaven“. In: Die Welt. 21. November 2008, S. 10).
- Giselle Sakamoto Souza Vianna: Zwang und formale Freiheit in der Modernen Sklaverein in Brasilien: Konzepte in der Diskussion. In: Arbeit – Bewegung – Geschichte. Zeitschrift für historische Studien. Heft I/2016.

Englisch
- Louise Brown: Sex Slaves. The Trafficking of Women in Asia. Virago Books, New York 2002, ISBN 1-86049-903-1.
- Austin Choi-Fitzpatrick: What Slaveholders Think: How Contemporary Perpetrators Rationalize What They Do. Columbia University Press, New York 2017, ISBN 978-0-231-18182-2.
- Joel Quirk: Unfinished Business: A Comparative Survey of Historical and Contemporary Slavery. PDF, Wilberforce Institute for the study of Slavery and Emancipation (WISE), 2008.

## Filme
- Sklaven heute – Geschäft ohne Gnade, italienisch-französischer Dokumentarfilm (1964)
- Daniel Cattier, Juan Gélas, Fanny Glissant (Regie): Menschenhandel – Eine kurze Geschichte der Sklaverei. Frankreich, Dokumentation, 2018. Originaltitel: Les routes de l’esclavage.[119]